# دی‌ار ۱
دی‌ار ۱ (دانمارکی: DR1؛ در دانمارکی خوانده می‌شود: دی‌ار اِت) یکی از شبکه‌های تلویزیونی اصلی و پُربیننده کشور دانمارک است که در سال ۱۹۵۱ میلادی شروع به کار کرد.
این شبکه علاوه بر تولیدات خود، برنامه‌ها و محصولات سایر کشورهای اسکاندیناوی، ایالات متحده آمریکا، استرالیا و بریتانیا را با زبان اصلی و زیرنویس دانمارکی پخش می‌کند.